# 苏尔瓦什
苏尔瓦什（法語：Soulvache，法語發音：[sulvaʃ] ⓘ）是法国大西洋卢瓦尔省的一个市镇，属于沙托布里扬-昂斯尼区。

## 地理
苏尔瓦什（47°49'48"N, 1°28'20"W）面积11.27 平方千米，位于法国卢瓦尔河地区大区大西洋卢瓦尔省，该省份为法国西北部沿海省份，位于布列塔尼半岛东南部，北起伊勒-维莱讷省，西北接莫尔比昂省，西临大西洋，南至旺代省，东临曼恩-卢瓦尔省。
与苏尔瓦什接壤的市镇（或旧市镇、城区）包括：图里、泰耶、费尔塞、鲁热。

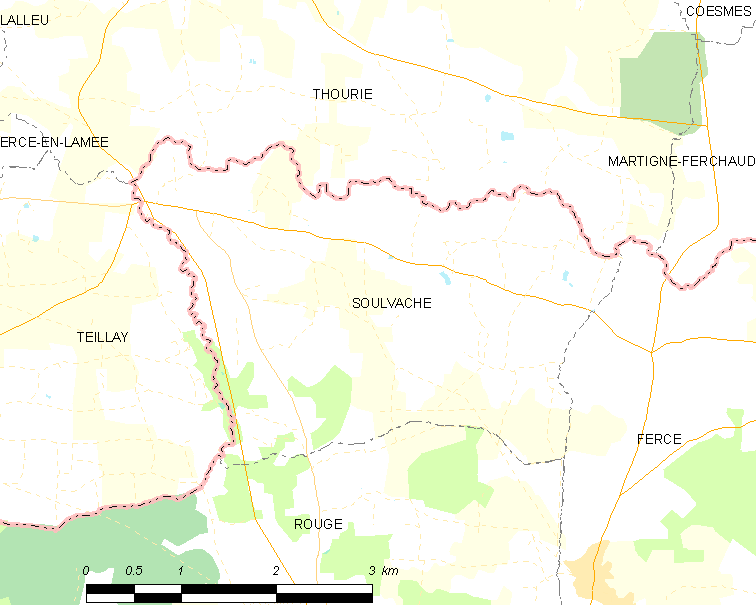
苏尔瓦什的OSM定位图

苏尔瓦什的时区为UTC+01:00、UTC+02:00（夏令时）。

## 行政
苏尔瓦什的邮政编码为44660，INSEE市镇编码为44200。

## 政治
苏尔瓦什所属的省级选区为沙托布里扬县。

## 人口

1962-2008年间苏尔瓦什人口变化图示

苏尔瓦什于2022年1月1日时的人口数量为339人。